# Pia Tillmann

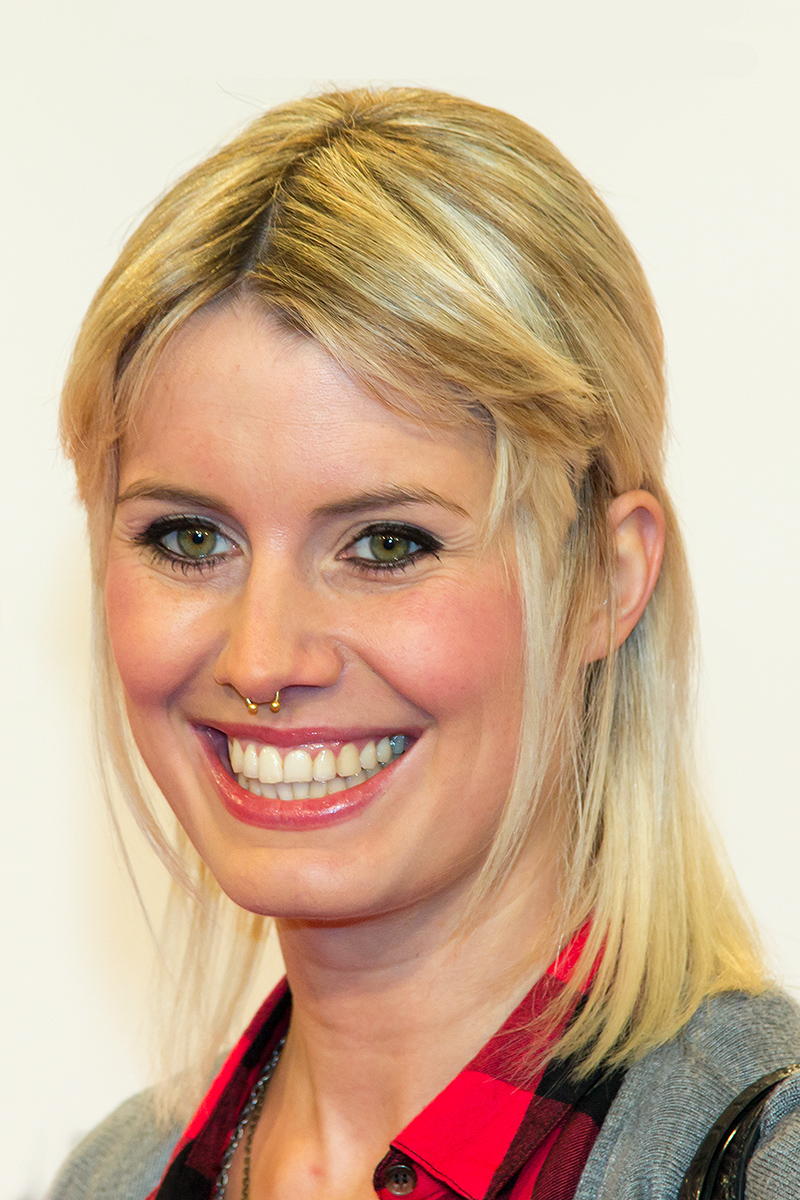
Pia Tillmann bei der 1LIVE Krone 2014

Pia Anna Tillmann (* 30. Dezember 1985 in Münster) ist eine deutsche Schauspielerin, Model und Moderatorin mit britischen Wurzeln.

## Leben
Pia Tillmann wuchs in Emsdetten auf. Sie kam früh mit der Schauspielerei in Berührung und besuchte in ihrer Schulzeit eine Theater-AG. 2006 schloss sie ihre Schulausbildung mit dem Abitur ab. Nach der Beendigung der Schule arbeitete sie als Kellnerin in der Emsdettener Diskothek Plattendeck. Von 2007 bis 2011 absolvierte sie ein Studium im Bereich Soziale Arbeit, das sie 2011 mit dem Bachelor-Abschluss beendete. Von 2011 bis 2012 verkörperte sie die Figur der Meike Weber in der Reality-Seifenoper Berlin – Tag & Nacht und wechselte 2013 in den Ableger Köln 50667, den sie nach knapp einem Jahr wieder verließ. Im März 2020 wurde bekannt, dass Tillmann nach sechs Jahren wieder zu Köln 50667 zurückkehren wird. Ab dem 14. September 2014 war sie regelmäßig als Moderatorin in dem RTL-II-Lifestyle- und Wissensmagazin Columbus – Das Erlebnismagazin zu sehen.
Daneben arbeitet sie als Model, u. a. für die Marke Titus. 2014 war sie in der Scripted-Reality-Fernsehsendung Let’s Talk about auf RTL II zu sehen.
Auf YouTube betreibt sie einen Kanal mit dem Titel Pia macht Kirmes.
Im Jahr 2015 war sie in dem Berlin – Tag & Nacht-Ableger Meike und Marcel...Weil ich dich liebe zu sehen, 2017 in zehn Folgen der BR-Serie Dahoam is Dahoam; sie spielte dort Anna, die Freundin von Florian Brunner (Tommy Schwimmer). In der Vorabendserie Krass Schule – Die jungen Lehrer auf RTL II war sie 2018 und 2019 in der Hauptrolle als Lehrer-Anwärterin Sara Schäfer zu sehen.
Im Jahr 2016 hatte sie einen Gastauftritt im Comedy-Format Comedy Rocket. Der Clip „Sex in der Badewanne“ – mit ihr in der Hauptrolle neben Daniele Rizzo – erreichte auf YouTube allein über 18 Millionen Zuschauer (Stand Januar 2020).
Tillmann heiratete Steffen Donsbach, den sie am Set von Berlin – Tag & Nacht kennengelernt hatte und mit dem sie später im Ableger Köln 50667 vor der Kamera stand. Das Paar hat einen gemeinsamen Sohn (* 2017). 2020 wurde bekannt, dass sich das Paar getrennt hat.
Tillmann ist liiert mit Zico Banach, ehemaliger Teilnehmer bei Die Bachelorette. 2023 wirkten die beiden bei Das Sommerhaus der Stars – Kampf der Promipaare mit. Im März 2024 wurden beide Eltern eines Sohnes.

## Filmografie (Auswahl)
- 2003: Das Jugendgericht (Fernsehserie)
- 2010: X-Diaries – love, sun & fun (Fernsehserie)
- 2011–2015: Berlin – Tag & Nacht (Fernsehserie)
- 2013–2014; 2020–2023: Köln 50667 (Fernsehserie)
- 2014: Columbus – Das Erlebnismagazin (Fernsehsendung)
- 2014: Let’s Talk about… (Fernsehserie)
- 2014: Neujahrs-Countdown (Fernsehserie)
- 2015: Meike und Marcel...Weil ich dich liebe (Fernsehserie)
- 2016: Comedy Rocket (Webserie)
- 2017: Dahoam is Dahoam (Fernsehserie)
- 2018–2019: Krass Schule – Die jungen Lehrer (Fernsehserie)
- 2019: Ingo Kantorek – Ein Leben voller Leidenschaft (Dokumentation)
- 2019: Janine – Mein Platz im Leben (Miniserie)
- 2021: Promi Big Brother – Die Late Night Show (Fernsehsendung)
- 2023: Das Sommerhaus der Stars – Kampf der Promipaare (Fernsehsendung)
- 2025: Most Wanted – Wer entkommt? (Fernsehsendung)

## Diskografie

### Singles
- 2016:  Der beste Moment[21]